# Єшиль-Джамі
Єшиль-Джамі (крим. Yeşil Cami, «Зелена мечеть») — мечеть, що була побудована у 1764 році в Бахчисараї, за наказом коханої хана Кирим Ґерая. Після вбивства мулли була закрита, слугувала монастирем дервішів і кримськотатарською школою. Зруйнована 1946 року.

## Історія
Історія будівництва мечеті пов'язана з легендою про нещасну любов кримського хана Кирим Ґерая та розпорядниці двору Діляри Бікеч. Постать Діляри-Бікеч дотепер залишається цілком загадковою. Існує легенда, що перед смертю вона просила її поховати в такому місці Бахчисарая, звідки було б видно Єшиль-Джамі. На протилежному схилі гори біля її мавзолею хан створив відомий Фонтан Сліз.
Єшиль-Джамі розташовувалася навпроти кварталу Шах-Болат, із правого боку Базарної вулиці. Авторство мечеті приписується іранському майстру Омеру. М. Я. Гінзбург стверджував, що фрески не гармоніювали з архітектурою будівлі, тож, можливо, мечеть мала декілька зодчих.

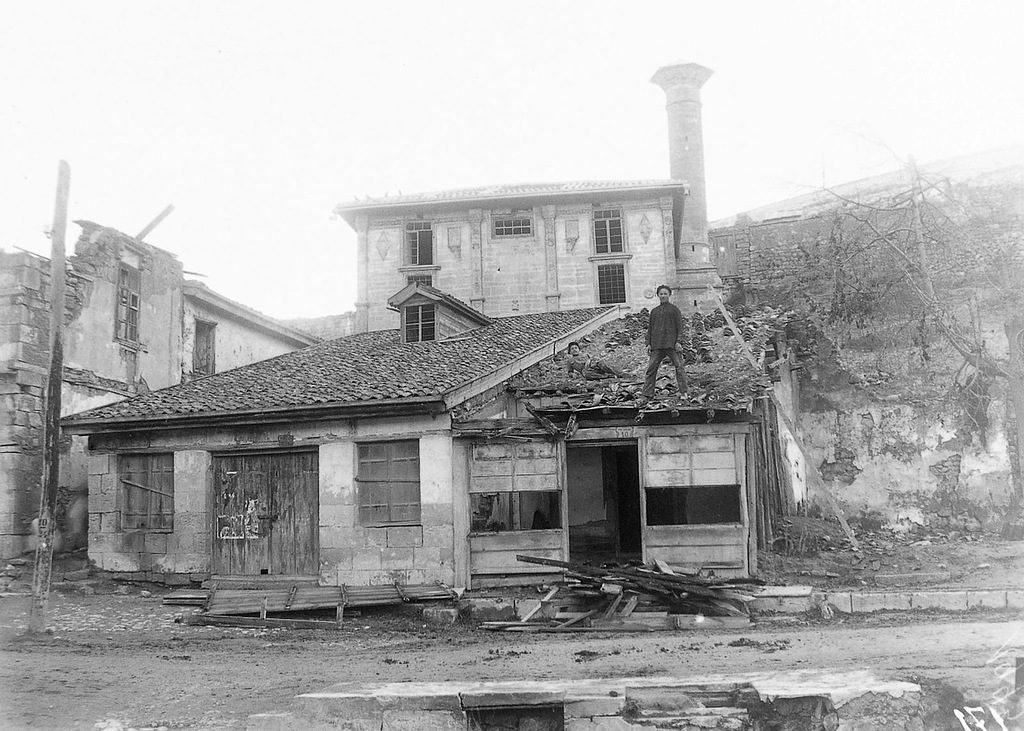
Мечеть в напівзруйнованому стані.

Згідно з однією з версій, мечеть була закрита після вбивства її імама. Згодом тут заснували свій монастир дервіші. Наприкінці XIX століття тут була влаштована кримськотатарська школа (мектеб). Під час бурі 2 листопада 1854 вершина мінарету обвалилася. Перед радянською революцією були спроби знайти фінансування реставрації мечеті, які не увінчалися успіхом. За радянської влади директор Палацу Бахчисарая вважав можливим її відновлення. Під час німецької окупації будівля була ще сильніше пошкоджена. У 1946 році мечеть зруйновано міською владою Бахчисарая.

## Архітектура

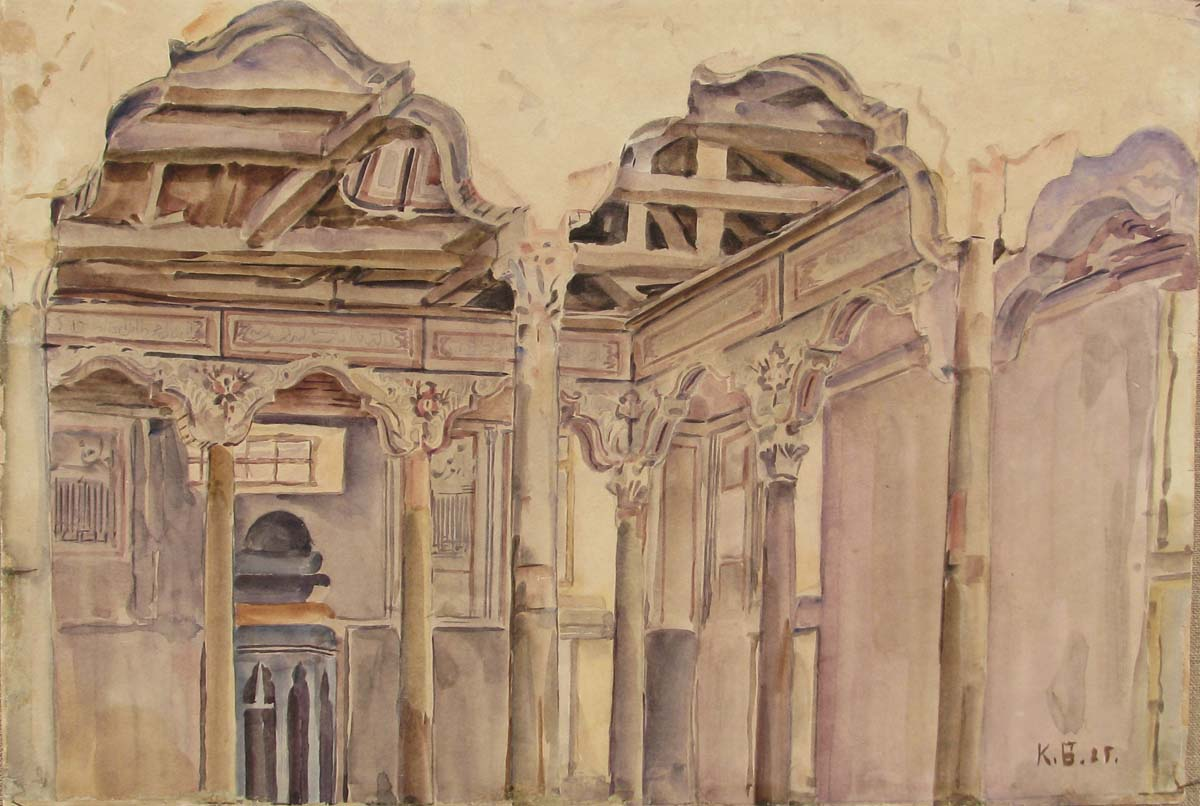
Інтер'єр мечеті (малюнок К. Богаєвського)

Єшиль-Джамі була зразком османського мистецтва на кримському півострові. У плані мечеть була правильним чотирикутником із мінаретом у північно-східному куті. Ім'я їй дав черепичний поливний дах зеленого кольору. Стіни були з бутового каменю, з карнизами і пілястрами. Мечеть була розписана як зовні, так і всередині. Вона освітлювалася вікнами в два ряди. До входу у двір мечеті вели кам'яні сходи.
Усередині був примітний міхраб зі сталактитовою обробкою. Різноманітні рослинні мотиви, елементи пейзажів і натюрмортів у розписах Омера витончено поєднувалися з каліграфією висловів Корану.
Значний художній інтерес мали вікна. Вони були викладені мозаїкою з шматочків різнокольорового скла, спаяних між собою алебастровими рамками. Посередині мечеті, з невеликого розписаного куполу в центрі стелі спускалася люстра венеціанського скла тонкої роботи. Мармурова підлога була вкрита перськими килимами. Дерев'яна різьблена кафедра, свічники та інше були, ймовірно, високої художньої цінності.
Середня частина приміщення, у вигляді чотирикутного каре, відокремлювалася від іншої частини дерев'яною колонадою, що підтримує ряд химерних східних арок. З північного боку, на рівні верхніх вікон, до колонади примикали мафіль (хори). Судячи з того, що хори якось недоладно були втиснуті в аркаду на шкоду архітектурної логіки, можна припустити, що за первісним проектом автора їх не було, і вони належать до часу, коли в мечеті був монастир дервішів.